# Simon Lyndon
Simon Lyndon (Londres; 18 de febrero de 1971) es un actor australiano conocido por haber interpretado a King en la serie Spirited.

## Biografía
Su hermano menor es el actor Sam Lyndon.
Se graduó de la prestigiosa escuela Western Australian Academy of Performing Arts (WAAPA).

## Carrera
En 1995 interpretó al fusilero Michael Vickers en la serie Soldier Soldier.	
En 1998 obtuvo un pequeño papel en la película The Thin Red Line donde interpretó a un Médico.
En 1999 apareció en la serie Stingers donde interpretó a Hickock durante el episodio "Playing with the Celibate Dead", posteriormente apareció de nuevo en la serie en 2001 ahora interpretando a Ben Matthews durante el episodio "Too Many Crooks".
En 2000 apareció en la película Chopper donde interpretó a Jimmy Loughnan junto al actor Eric Bana.
En 2011 se unió al elenco de la serie Spirited donde interpretó al fantasma The King. Ese mismo año apareció en la miniserie Paper Giants: The Birth of Cleo donde dio vida al actor Jack Thompson, el primer hombre es salir semidesnudo en la portada de la revista "Cleo".
En 2012 apareció como invitado en la serie Miss Fisher's Murder Mysteries donde interpretó a Tintagel Stone. 
Ese mismo año apareció en la película para la televisión Beaconsfield donde interpretó a Larry Knight, el minero que murió luego de quedar atrapado con otros dos compañeros, la película sigue la historia verdadera del desastre ocurrido en una mina de "Beaconsfield" donde Knight murió mientras trabajaba en ella con otros compañeros.

## Filmografía

### Series de televisión
| Año  | Serie                           | Personaje                 | Notas                                  |
| ---- | ------------------------------- | ------------------------- | -------------------------------------- |
| 2015 | Deadline Gallipoli              | Coronel White             | episodio # 1.2 - miniserie             |
| 2012 | Miss Fisher's Murder Mysteries  | Tintagel Stone            | episodio "The Green Mill Murder"       |
| 2011 | Spirited                        | The King                  | 10 episodios                           |
| 2011 | Wild Boys                       | Hogan                     | episodio # 1.1                         |
| 2011 | Paper Giants: The Birth of Cleo | Jack Thompson             | 2 episodios - miniserie                |
| 2010 | Cops: L.A.C.                    | Cameron                   | episodio "Illegal Dumping"             |
| 2008 | Rush                            | Snuffy Wells              | episodio # 1.11                        |
| 2008 | Canal Road                      | Darryl King               | 3 episodios                            |
| 2008 | Underbelly                      | Sean Sonnet               | 3 episodios                            |
| 2007 | City Homicide                   | Josh Braddock             | episodio "Envelope Day"                |
| 2001 | Stingers                        | Ben Matthews              | episodio "Too Many Crooks"             |
| 2001 | Water Rats                      | Kevin O'Shea              | episodio "Broken English"              |
| 2000 | All Saints                      | Will Harrington           | episodio "Another Place, Another Time" |
| 1999 | Heartbreak High                 | J.J.                      | 2 episodios                            |
| 1998 | Wildside                        | John "Scratch" Scratchley | 2 episodios                            |
| 1997 | Roar                            | Colm                      | episodio "Sweet Bridget"               |
| 1996 | Police Rescue                   | Matt                      | episodio "The Holliman Kid"            |
| 1995 | Soldier Soldier                 | Michael Vickers           | episodio "Far Away"                    |

### Películas
| Año  | Título                          | Personaje           | Notas |
| ---- | ------------------------------- | ------------------- | --- |
| 2012 | Concealed                       | Max                 | junto a Nadia Townsend, Denise Roberts, Woody Naismith, Paul Tassone, Anthony Phelan y Aaron Glenane     |
| 2012 | Beaconsfield                    | Larry Knight        | junto a Shane Jacobson, Lachy Hulme, Cameron Daddo, Anthony Hayes, Michala Banas y Richard Davies        |
| 2012 | Loaded                          | Les                 | corto - junto a Luke Arnold y Ngaire Dawn Fair                                                           |
| 2010 | Caught Inside                   | Toobs               | junto a Ben Oxenbould, Daisy Betts, Leeanna Walsman, Sam Lyndon, Harry Cook y Peter Phelps               |
| 2009 | The Last Supper                 | Andrew              | corto - junto a Leigh Whannell, Tony Martin y Angus Sampson                                              |
| 2009 | Facing Rupert                   | Steve Swanson       | corto - junto a Kim Denman, Sean Taylor y Shane Nagle                                                    |
| 2009 | Hunted                          | Bud                 | corto - junto a Tom McCathie y Mick Preston                                                              |
| 2008 | Valentine's Day                 | Bean                | junto a Rhys Muldoon, Roy Billing, Patrick Harvey, Freya Stafford y Jacinta Stapleton                    |
| 2007 | BlackJack: Ghosts               | Johnny Vale         | junto a Colin Friels, Marta Dusseldorp, Marcus Graham, Gigi Edgley, Todd Lasance y Shaun Micallef        |
| 2007 | Shotgun! [An Opening Sequence]  | Steve               | corto - junto a Steve Bisley, Matilda Brown, Liam McIntyre y Rachel Ward                                 |
| 2006 | Warhead                         | -                   | corto - junto a Olivia Connolly y Ruby Rees Wemyss                                                       |
| 2006 | Guy in a Field                  | Guy                 | corto - junto a Georgia Bolton, Reg Gorman y Eve Newton-Keogh                                            |
| 2006 | Stalled                         | Rob                 | corto - junto a Matt Kennedy y Wayne Pearn                                                               |
| 2005 | The Glenmoore Job               | Warren              | junto a Saskia Burmeister, Tom Budge y Richard Cawthorne                                                 |
| 2005 | Best and Fairest                | Adam                | corto - junto a Sam Lyndon                                                                               |
| 2004 | Pad u raj                       | Johnatan Schumacher | junto a Lazar Ristovski, Branka Katic y Igor Jokanovic                                                   |
| 2001 | My Brother Jack                 | Jack Meredith       | junto a Matt Day, Felix Williamson, Claudia Karvan, William McInnes, Sullivan Stapleton y Robert Menzies |
| 2000 | Chopper                         | Jimmy Loughnan      | junto a Eric Bana, David Field, Dan Wyllie, Bill Young, Vince Colosimo y Peter Hardy                     |
| 2000 | Sample People                   | Andy                | junto a Kylie Minogue, Ben Mendelsohn, Joel Edgerton, Nathan Page, Justin Rosniak y Rhett Giles          |
| 2000 | Dogwoman: A Grrrl's Best Friend | Matt Hayduke        | junto a Magda Szubanski, Tara Morice, Raj Ryan y Robert Menzies                                          |
| 1999 | Fresh Air                       | Kit                 | junto a Bridie Carter, Nadine Garner y Tony Barry                                                        |
| 1998 | The Thin Red Line               | Médico              | junto a Nick Nolte, Jim Caviezel, Dan Wyllie y Steven Vidler                                             |
| 1998 | Bloodlock                       | Reffo               | corto - junto a Nash Edgerton, Kieran Darcy-Smith, Joel Edgerton, Bojana Novakovic y Leeanna Walsman     |
| 1997 | Dust Off the Wings              | Gazza               | junto a Phil Ceberano, Simmone Jade Mackinnon y Felix Williamson                                         |
| 1997 | The Well                        | Abel                | junto a Pamela Rabe, Miranda Otto, Steve Jacobs y Geneviève Lemon                                        |
| 1997 | Blackrock                       | Ricko               | junto a Linda Cropper, Justine Clarke, Essie Davis, Jessica Napier, Bojana Novakovic y John Howard       |

### Director y escritor
| Año  | Título            | Notas                       |
| ---- | ----------------- | --------------------------- |
| -    | Diary of a Madman | obra de teatro - director   |
| -    | Road              | obra de teatro - director   |
| 2003 | Baby              | corto - director y escritor |

### Teatro
| Año  | Obra               | Personaje   | Director (a)    | Teatro                 | Notas                                                                                    |
| ---- | ------------------ | ----------- | --------------- | ---------------------- | ---------------------------------------------------------------------------------------- |
| 2007 | The Birthday Party | -           | Adrian Mulraney | -                      | junto a Christopher Brown, Jo Buckley, Bruce Kerr y Nicky Paul                           |
| 1999 | Cloudstreet        | Ted Pickles | Neil Armfield   | Royal National Theatre | junto a Dan Wyllie, Max Cullen y Kris McQuade                                            |
| 1996 | Blackrock          | -           | David Berthold  | Canberra Theatre       | junto a Tamblyn Lord, Kirsty McGregor, Anthony Phelan, Kym Wilson y Sandy Winton         |
| 1996 | Live Acts on Stage | -           | Michael Gow     | Stables Theatre        | junto a Justine Clark, Vanessa Downing, Judi Farr y Sandy Winton                         |
| 1995 | That Eye the Sky   | -           | -               | -                      | junto a Alan Fowler, Tracy Mann, Mark Pegler, Susan Prior y Steve Rogers                 |
| 1994 | Thark              | -           | -               | WAAPA                  | junto a Lisa Baumwol, Ian Bolgian, Alan Hayward y Hugh Jackman                           |
| -    | Popcorn            | -           | -               | -                      | junto a Gillian Alexy, Craig Burton, Marco Chiappi, Anna Lise Phillips y Roz Worthington |

## Premios y nominaciones
| Año  | Categoría                                              | Premio     | Película/Serie  | Resultado |
| ---- | ------------------------------------------------------ | ---------- | --------------- | --------- |
| 2001 | Best Actor in a Telefeature or Mini-Series             | AFI Award  | My Brother Jack | Nominado  |
| 2001 | Best Supporting Actor - Male (empate con Terry Norris) | FCCA Award | Chopper         | Ganó      |
| 2000 | Best Performance by an an Actor in a Supporting Role   | AFI Award  | Chopper         | Ganó      |
| 1997 | Best Performance by an Actor in a Supporting Role      | AFI Award  | Blackrock       | Nominado  |